# 閉前圓唇元音
闭前圆唇元音在IPA中的表示方法是⟨y⟩，X-SAMPA符号是⟨y⟩。它分唇内和唇外两种。
即現代標準漢語的ü（ㄩ）。

## 閉前不突出元音

### 特征
- 其元音高度為閉，這意指舌頭的位置會盡量接近齒齦，但不會阻礙氣流而被歸類為子音。

- 其元音舌位是前，表示舌頭會盡可能地朝向嘴巴前面，但不至于阻礙氣流而被歸類為子音。通常圓唇前元音的實際位置會比參考點的位置還要更靠近中央（稱此過程為央化）。因此，前元音事實上常常是次前元音。

- 其元音圓唇度為不突出，即嘴唇的邊緣緊繃而聚在一起，且嘴唇內側不向外露出。

### 使用於
| 語言         | 語言         | 單字    | IPA       | 語意 | 註釋                                               |
| ------------ | ------------ | ------- | --------- | ---- | -------------------------------------------------- |
| 阿尔巴尼亚语 | 阿尔巴尼亚语 |         | /dy/      | 二   |                                                    |
| 阿塞拜疆语   | 阿塞拜疆语   |         | /ɟylˈlæ/  | 子弹 |                                                    |
| 汉语         | 粤语         | /       | /syː˥/    | 书   | 參見 标准粤语                                      |
| 汉语         | 普通话       | //ㄌㄩˋ | /ly˥˩/    | 绿   | 參見 普通话                                        |
| 车臣语       | 车臣语       | /       | /yʃ/      | 他们 |                                                    |
| 丹麦语       | 丹麦语       |         | /ˈyːðə/   | 供给 | 參見 丹麦语发音                                    |
| 荷兰语       | 荷兰语       |         | /fyˑt/    | 鷿鷈 | 參見 荷兰语发音                                    |
| 英语         | 苏格兰英语   |         | /fyd/     | 食物 | 某些方言。标准英语中使用 /u/ 或 /ʉ/。參見 英语发音 |
| 爱沙尼亚语   | 爱沙尼亚语   |         | /yks/     | 一   |                                                    |
| 芬兰语       | 芬兰语       |         | /'yksi/   | 一   | 參見 芬蘭語發音                                    |
| 法语         | 法语         |         | /ʃytʰ/    | 下落 | 參見 法語發音                                      |
| 德语         | 德语         |         | /'blyːtə/ | 开花 | 參見 德語發音                                      |
| 匈牙利语     | 匈牙利语     |         | /tyː/     | 针   | 參見 匈牙利語發音                                  |
| 朝鲜语       | 朝鲜语       |         | /y/       | 顶   | 某些年轻人发作 [wi]                                |
| 倫巴底語     | 倫巴底語     |         | /dy/      | 二   |                                                    |
| 挪威语       | 挪威语       |         | /nyː/     | 新   | 參見 挪威語發音                                    |
| 奥克语       | 卡斯庫語     |         | /'lyo/    | 月亮 |                                                    |
| 奥克语       | 朗格多克語   | luna    | /'lyno/   | 月亮 |                                                    |
| 奥克语       | 普羅旺斯語   | luna    | /'lyno/   | 月亮 |                                                    |
| 土耳其语     | 土耳其语     |         | /ɟyˈneʃ/  | 太阳 | 參見 土耳其語發音                                  |
| 維吾爾語     | 維吾爾語     | بۈگۈن   | /byˈɡyn/  | 今天 | 見維吾爾語音系                                     |

## 閉前突出元音
大多數語言擁有圓唇前原音及圓唇舌後元音起於使用不同的圓唇原音形態，如外圓唇或撅起舌後元音，及內圓唇或壓縮前元音。然而，有些語言、諸如：斯堪的那维亞語言、擁有前元音配以典型的外圓唇舌後元音。其中之一，例如瑞典語對比於兩種圓唇前元音的形式。(參見 次閉次前圓唇元音，比如瑞典語圓唇元音呈現兩種形態的例子。)
在IPA並沒有附加符號來區別內圆唇元音及外圆唇元音，舊式的圆唇元音附加符號如：[  ̫]、將在這兒用作外圆唇元音的特別註記符號。

### 特徵
- 其元音高度為閉，這意指舌頭的位置會盡量接近齒齦，但不會阻礙氣流而被歸類為子音。

- 其元音舌位是前，表示舌頭會盡可能地朝向嘴巴前面，但不至于阻礙氣流而被歸類為子音。通常圓唇前元音的實際位置會比參考點的位置還要更靠近中央（稱此過程為央化）。因此，前元音事實上常常是次前元音。

- 其元音圓唇度為突出，即將嘴角聚拢，且嘴唇內側向外露出。

### 出現于
| 語言   | 語言   | 單字 | IPA        | 語意 | 註釋            |
| ------ | ------ | ---- | ---------- | ---- | --------------- |
| 挪威語 | 挪威語 |      | /sy̫ːd/     | 南方 | 參見 挪威語發音 |
| 瑞典語 | 瑞典語 |      | /y̫ː(ɥ)la/ⓘ | 嚎嘯 | 參見 瑞典語發音 |

## 参閲
- 元音
- 汉语拼音国际音标